# بلوار آزادی (شیراز)
بلوار آزادی، یکی از بلوارهای شهر شیراز است که از چهارراه حافظیه آغاز و در میدان امام حسین به پایان می‌رسد.

## مسیرها
| از شرق به غرب          | از شرق به غرب                                       | از شرق به غرب |
| ---------------------- | --------------------------------------------------- | ------------- |
| چهارراه حافظیه         | خیابان حافظ بلوار گلستان                            |               |
| میدان قائم (اطلسی)     | بلوار هجرت بلوار آیت‌الله ربانی شیرازی               |               |
| چهارراه باغتخت         | خیابان حر                                           |               |
|                        | خیابان سمیه                                         |               |
| میدان آزادی (فلکه گاز) | خیابان ابریشمی خیابان جهاد سازندگی                  |               |
|                        | خیابان خاکشناسی                                     |               |
|                        | بلوار ارم                                           |               |
|                        | خیابان مشکین‌فام                                     |               |
|                        | خیابان ساحلی غربی                                   |               |
| چهارراه پل باغ صفا     | خیابان نشاط خیابان فردوسی                           |               |
| میدان امام حسین        | بلوار کریم‌خان زند خیابان انقلاب اسلامی (مشیر فاطمی) |               |
| از غرب به شرق          |                                                     |               |